# Pandemia de COVID-19 en Haití
La pandemia de COVID-19 llegó a Haití en marzo de 2020. El paciente cero fue en Puerto Príncipe. Al 12 de enero de 2022 hay 26,807 casos confirmados, 780 fallecidos y 23,777 recuperados.

## Antecedentes
El 12 de enero de 2020, la Organización Mundial de la Salud (OMS) confirmó que un nuevo coronavirus era la causa de una enfermedad respiratoria en un grupo de personas en la ciudad de Wuhan, provincia de Hubei, China, que se informó a la OMS el 31 de diciembre de 2019.
El índice de letalidad para COVID-19 ha sido mucho más bajo que el SARS de 2003, pero la transmisión ha sido significativamente mayor, con un número total de muertes significativas.
Un estudio de 2019 informó que para una población de más de 11 millones, Haití solo tiene un estimado de 124 camas de unidades de cuidados intensivos (UCI) y 64 ventiladores.

## Cronograma

### 16-19 de marzo
El 16 de marzo, a la medianoche hora local, el Primer Ministro de Haití, Joseph Jouthe, anunció la suspensión de dos semanas de vuelos desde Europa, Canadá, República Dominicana y América Latina.
El 19 de marzo se confirmaron los dos primeros casos de COVID-19 en el país.

### 5–12 de abril
El 5 de abril, el país confirmó su primera muerte por COVID-19.
El 9 de abril la Junta de Directores Ejecutivos del Banco Mundial aprobó una donación de US $ 20 millones para el Proyecto de Respuesta COVID-19 de Haití.
El 12 de abril, The Intercept escribió que "el gobierno haitiano ha cerrado las escuelas y la mayoría de las fábricas y está alentando a las personas a adoptar medidas de distanciamiento social".

### 15 de abril
El 15 de abril de 2020, el Primer Ministro de Haití, Joseph Jouthe, anunció que Haití reabriría las fábricas textiles el siguiente lunes 20 de abril. Los textiles representan el 90 por ciento de las exportaciones de Haití, y la industria se reanudaría con una capacidad del 30 por ciento para garantizar el distanciamiento social en el lugar de trabajo. El Miami Herald escribió que el mensaje de Jouthe "parece contrario a lo que los expertos regionales en salud le dicen a los países de la región",  señalando que la directora de la Organización Panamericana de la Salud, Carissa Etienne, advirtió que el distanciamiento social "sigue siendo nuestra mejor apuesta para reducir la transmisión y ralentizar la propagación del virus" y declaró que" COVID-19 todavía tiene que golpear con toda su fuerza en nuestra región, particularmente en América Latina y el Caribe, y esperamos que se intensifique en las próximas semanas" y que "el El aumento en las hospitalizaciones y muertes que vemos en algunos países resalta la rapidez con que la situación podría cambiar". 

### 5 de mayo
El 5 de mayo, la Dra. Etienne, Directora de la Organización Panamericana de la Salud, expresó su preocupación por Haití. Ya hay 17,000 repatriados y se espera que ese número aumente a 55,000. Etienne calificó la situación como "una tormenta perfecta que se acerca".

## Estadísticas
Al 13 de junio de 2020, Haití tiene 9006 casos sospechosos, 4309 casos confirmados (57 importados y 4252 de transmisión local), y 73 fallecidos. De los 4309 casos confirmados, 40% son mujeres y 60% son de género masculino. 24 personas superaron la enfermedad.

### Localización
| Departamento           | Casos confirmados | Fallecidos | Tasa de letalidad |
| ---------------------- | ----------------- | ---------- | ----------------- |
| Oeste (Lwès)           | 3434              | 37         | 1,1%              |
| Artibonito (Latibonit) | 222               | 13         | 5,9%              |
| Centro (Sant)          | 125               | 0          | 0%                |
| Norte (Nò)             | 105               | 5          | 4,8%              |
| Sureste (Sidès)        | 85                | 2          | 2,4%              |
| Grand'Anse (Grandans)  | 82                | 5          | 6,1%              |
| Sur (Sid)              | 80                | 4          | 5%                |
| Noroeste (Nòdwès)      | 70                | 2          | 2,9%              |
| Nippes (Nip)           | 57                | 2          | 3,5%              |
| Noreste (Nòdès)        | 49                | 3          | 6,1%              |
| Total                  | 4309              | 73         | 1,7%              |
| Fuente: MSPP/DELR/LNP  |                   |            |                   |

### Casos por grupo etario
| Grupo             | Casos confirmados | Fallecidos | Tasa de positividad | Tasa de letalidad |
| ----------------- | ----------------- | ---------- | ------------------- | ----------------- |
| 0-19 años         | 57                | 2          | 18,7%               | 3,5%              |
| 20-44 años        | 460               | 6          | 36,3%               | 1,3%              |
| 45-64 años        | 226               | 8          | 45,4%               | 3,5%              |
| 65 y más          | 69                | 9          | 47,3%               | 13,0%             |
| Total             | 812               | 25         | 36,6%               | 3,1%              |
| Fuente: MSPP/DELR |                   |            |                     |                   |